# Burro di illipé

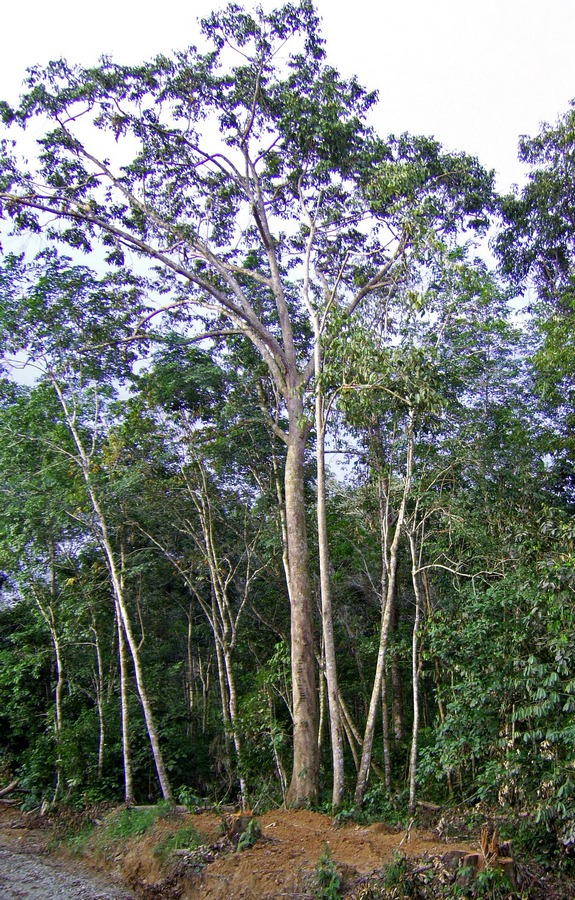
Shorea macrophylla

Il burro di illipé o sego del Borneo è un grasso vegetale derivato dai semi di alcune specie del genere Shorea: Shorea stenoptera e Shorea macrophylla, native principalmente del Borneo, Malesia, Sumatra. Da un'altra specie del genere Shorea, la Shorea robusta può essere estratto un diverso grasso vegetale, chiamato: grasso, burro o olio di sal. Il termine "illipé"  ha causato una notevole confusione, in quanto deriva dal nome tamil dell'albero Iluppai (இலுப்பை), piante delle specie Madhuca latifolia e Madhuca longifolia, da cui può essere estratto un diverso grasso vegetale chiamato: burro di mowrah.
La direttiva europea relativa ai prodotti di cacao e di cioccolato destinati all'alimentazione umana ha definitivamente attribuito il burro di illipé alle specie Shorea e può essere utilizzato come equivalente del burro di cacao fino al 5% nella produzione del cioccolato.
L'altro principale utilizzo del burro di illipé è come emolliente nei cosmetici.
Il nome INCI attribuito al burro di illipé è: SHOREA STENOPTERA SEED BUTTER.
Il numero CAS è: 91770-65-9.

## Caratteristiche chimico fisiche
Il burro di illipé è una miscela eterogenea di lipidi, soprattutto trigliceridi ( oltre il 95%). Il burro non raffinato ha un colore verdastro. Per la produzione alimentare e cosmetica viene commercializzato un prodotto raffinato, solido a 20 °C,  giallastro o bianco a seconda del processo di decolorazione , con i seguenti tipici parametri chimico fisici:
- Numero di iodio: 25-38
- Numero di saponificazione 180-200
- Indice di rifrazione  a 40 °C : 1,456-1,457
- Punto di fusione : 36-38 °C
- Acidi grassi liberi (come acido oleico): < 3%
- Valore del perossido : < 10 meq / kg

Come tutti i grassi vegetali composti da miscele di trigliceridi è polimorfico, cioè assume diverse forme cristalline a seconda di come lo si riscalda e raffredda .
Molto simile al burro di cacao se miscelato con questo non presenta punti eutettici e incompatibilità. La miscela avrà però a parità di temperatura una concentrazione di grassi solidi (cristalli) maggiore di quella del burro di cacao.

## Composizione
In tutti i grassi vegetali la composizione può variare in funzione della cultivar, delle condizioni ambientali, della raccolta e della lavorazione.
| Distribuzione percentuale sul totale degli acidi grassi nel burro di illipé | Distribuzione percentuale sul totale degli acidi grassi nel burro di illipé | Distribuzione percentuale sul totale degli acidi grassi nel burro di illipé | Distribuzione percentuale sul totale degli acidi grassi nel burro di illipé | Distribuzione percentuale sul totale degli acidi grassi nel burro di illipé | Distribuzione percentuale sul totale degli acidi grassi nel burro di illipé | Distribuzione percentuale sul totale degli acidi grassi nel burro di illipé | Distribuzione percentuale sul totale degli acidi grassi nel burro di illipé | Distribuzione percentuale sul totale degli acidi grassi nel burro di illipé | Distribuzione percentuale sul totale degli acidi grassi nel burro di illipé | Distribuzione percentuale sul totale degli acidi grassi nel burro di illipé | Distribuzione percentuale sul totale degli acidi grassi nel burro di illipé | Distribuzione percentuale sul totale degli acidi grassi nel burro di illipé | Distribuzione percentuale sul totale degli acidi grassi nel burro di illipé | Distribuzione percentuale sul totale degli acidi grassi nel burro di illipé |
| --------------------------------------------------------------------------- | --------------------------------------------------------------------------- | --------------------------------------------------------------------------- | --------------------------------------------------------------------------- | --------------------------------------------------------------------------- | --------------------------------------------------------------------------- | --------------------------------------------------------------------------- | --------------------------------------------------------------------------- | --------------------------------------------------------------------------- | --------------------------------------------------------------------------- | --------------------------------------------------------------------------- | --------------------------------------------------------------------------- | --------------------------------------------------------------------------- | --------------------------------------------------------------------------- | --------------------------------------------------------------------------- |
| acido grasso                                                                | notazione delta                                                             | [ 6 ]                                                                       | [ 4 ]                                                                       | [ 4 ]                                                                       | [ 4 ]                                                                       | [ 4 ]                                                                       | [ 4 ]                                                                       | [ 4 ]                                                                       | [ 7 ]                                                                       | [ 8 ]                                                                       | [ 1 ]                                                                       | [ 8 ]                                                                       | [ 8 ]                                                                       | [ 8 ]                                                                       |
| acido laurico                                                               | 12:0                                                                        | 0,09                                                                        | 0,05                                                                        | 0,2                                                                         | 0,7                                                                         | 0,3                                                                         | 0,2                                                                         |                                                                             |                                                                             |                                                                             |                                                                             |                                                                             |                                                                             |                                                                             |
| acido miristico                                                             | 14:0                                                                        | 0,2                                                                         | 0,08                                                                        | 0,05                                                                        | 0,2                                                                         | 0,3                                                                         | 0,2                                                                         | 0,3                                                                         | <0,1                                                                        | 0,20                                                                        |                                                                             |                                                                             |                                                                             |                                                                             |
| acido palmitico                                                             | 16:0                                                                        | 17,5                                                                        | 15,9                                                                        | 16,8                                                                        | 20,9                                                                        | 19,2                                                                        | 20,0                                                                        | 21,9                                                                        | 13,6                                                                        | 17,50                                                                       | 19,25                                                                       | 18,00                                                                       | 15,30                                                                       | 21,00                                                                       |
| acido palmitoleico                                                          | 16:1Δ9c                                                                     | 0,2                                                                         | 0,5                                                                         | 0,4                                                                         | 0,3                                                                         | 0,6                                                                         | 0,4                                                                         | 0,4                                                                         | 0,2                                                                         | 0,20                                                                        | <1                                                                          |                                                                             |                                                                             |                                                                             |
| acido stearico                                                              | 18:0                                                                        | 46,0                                                                        | 41,9                                                                        | 41,9                                                                        | 37,6                                                                        | 38,3                                                                        | 40,2                                                                        | 37,2                                                                        | 45,6                                                                        | 46,00                                                                       | 43,45                                                                       | 43,30                                                                       | 45,10                                                                       | 42,00                                                                       |
| acido oleico                                                                | 18:1Δ9c                                                                     | 35,0                                                                        | 38,6                                                                        | 38,6                                                                        | 37,3                                                                        | 37,1                                                                        | 37,7                                                                        | 37,6                                                                        | 37,0                                                                        | 35,00                                                                       | 35,2                                                                        | 37,40                                                                       | 36,99                                                                       | 35,00                                                                       |
| acido linoleico                                                             | 18:2Δ9c12c                                                                  | 1,0                                                                         | 0,5                                                                         | 0,5                                                                         | 0,8                                                                         | 0,8                                                                         | 0,1                                                                         | 0,1                                                                         | 1,1                                                                         | 1,00                                                                        | 1,0                                                                         | 0,20                                                                        | 1,00                                                                        | 1,00                                                                        |
| acido arachico                                                              | 20:0                                                                        | 0,1                                                                         | 1,0                                                                         | 1,0                                                                         | 2,9                                                                         | 2,9                                                                         | 1,2                                                                         | 2,1                                                                         | 1,9                                                                         | 0,10                                                                        | 1,3                                                                         | 1,10                                                                        | 1,60                                                                        | 1,00                                                                        |

Il trigliceride principale del burro di illipé è il SOS dove alla molecola di glicerolo sono legati in sequenza l'acido Stearico, l'Oleico e lo Stearico; Seguono altri due trigliceridi, POS (Palmitico-Oleico-Stearico) e POP (Palmitico-Oleico-Palmitico). La particolare omogeneità dei suoi trigliceridi ne determina le caratteristiche fisiche di durezza, fragilità e intervalli di fusione piuttosto ristretti per una miscela di trigliceridi.
| Distribuzione percentuale dei principali trigliceridi nel burro di illipé | Distribuzione percentuale dei principali trigliceridi nel burro di illipé | Distribuzione percentuale dei principali trigliceridi nel burro di illipé | Distribuzione percentuale dei principali trigliceridi nel burro di illipé | Distribuzione percentuale dei principali trigliceridi nel burro di illipé | Distribuzione percentuale dei principali trigliceridi nel burro di illipé | Distribuzione percentuale dei principali trigliceridi nel burro di illipé | Distribuzione percentuale dei principali trigliceridi nel burro di illipé | Distribuzione percentuale dei principali trigliceridi nel burro di illipé | Distribuzione percentuale dei principali trigliceridi nel burro di illipé |
| ------------------------------------------------------------------------- | ------------------------------------------------------------------------- | ------------------------------------------------------------------------- | ------------------------------------------------------------------------- | ------------------------------------------------------------------------- | ------------------------------------------------------------------------- | ------------------------------------------------------------------------- | ------------------------------------------------------------------------- | ------------------------------------------------------------------------- | ------------------------------------------------------------------------- |
|                                                                           | [ 9 ]                                                                     | [ 1 ]                                                                     | [ 4 ]                                                                     | [ 4 ]                                                                     | [ 4 ]                                                                     | [ 4 ]                                                                     | [ 4 ]                                                                     | [ 4 ]                                                                     | [ 6 ]                                                                     |
| POP                                                                       | 6.6                                                                       | 9.3–10.8                                                                  | 9.3                                                                       | 7.8                                                                       | 11.4                                                                      | 11.1                                                                      | 12.4                                                                      | 13.2                                                                      | 7                                                                         |
| POS                                                                       | 34.3                                                                      | 46.3–48.8                                                                 | 38.0                                                                      | 36.5                                                                      | 38.3                                                                      | 39.1                                                                      | 35.7                                                                      | 40.9                                                                      | 34                                                                        |
| SOS                                                                       | 44.5                                                                      | 40.5–42.4                                                                 | 46.8                                                                      | 49.3                                                                      | 42.1                                                                      | 43.6                                                                      | 44.9                                                                      | 39.1                                                                      | 47                                                                        |

Alcune analisi hanno riscontrato che la concentrazione del trigliceride SOO può risultare pari o superiore a quella del POP.